# Teluk Dalam (Kuala Kampar)
Teluk Dalam is een bestuurslaag in het regentschap Pelalawan van de provincie Riau, Indonesië. Teluk Dalam telt 4639 inwoners (volkstelling 2010).